# Église Saint-Pierre-de-Vals
L’église Saint-Pierre de Vals est située à La Tourette-Cabardès dans l'Aude (France).

## Description

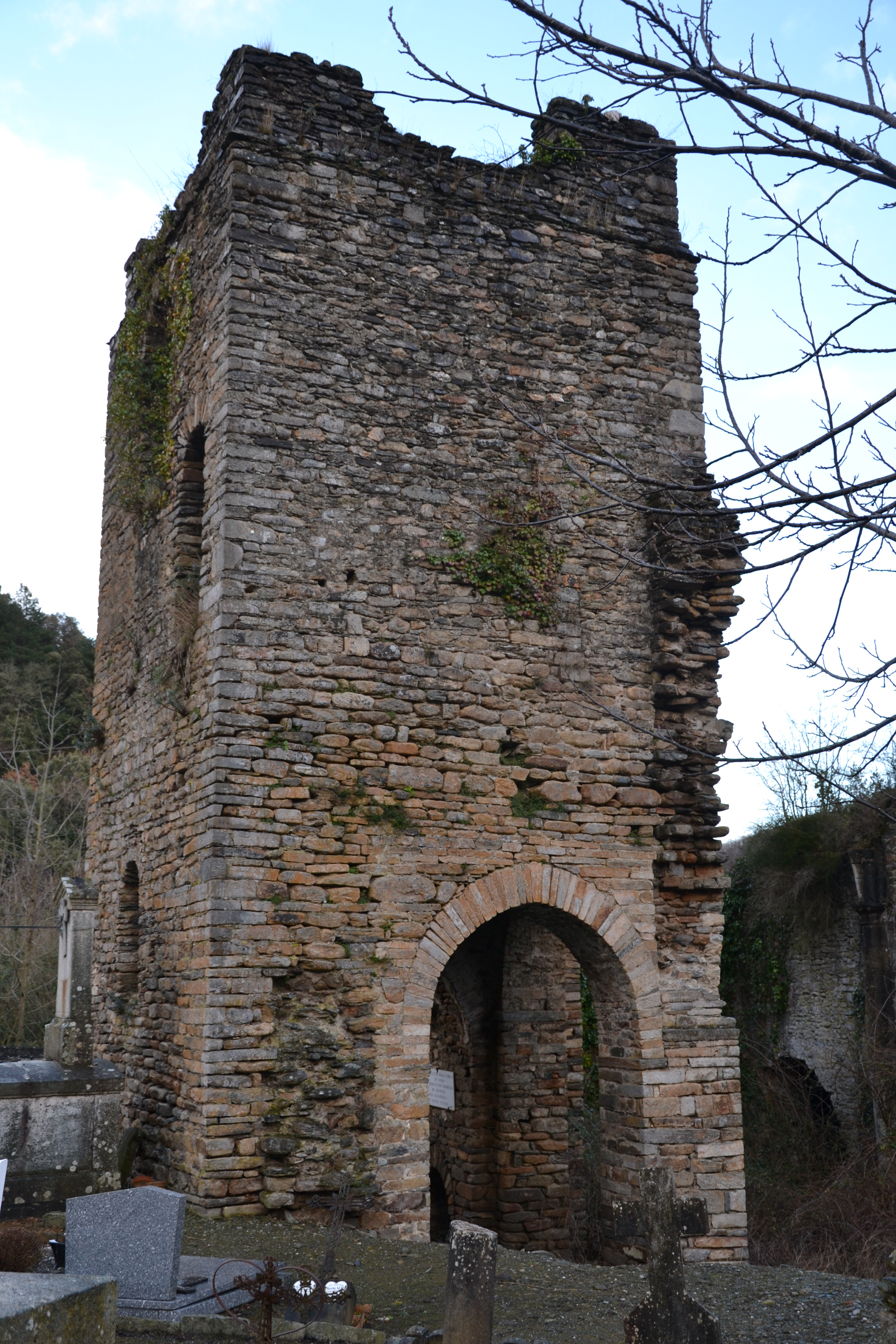
Clocher

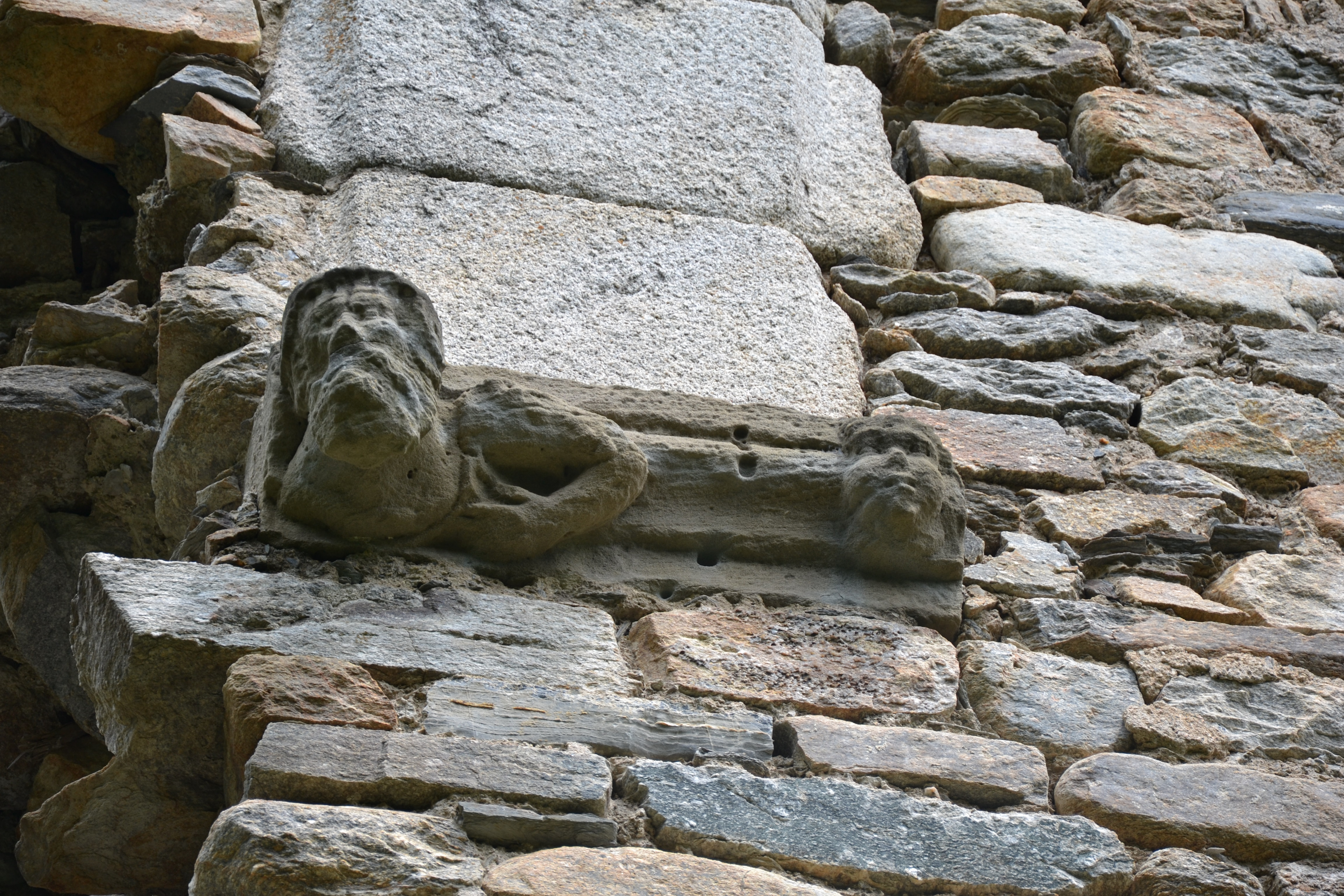
Sculptures

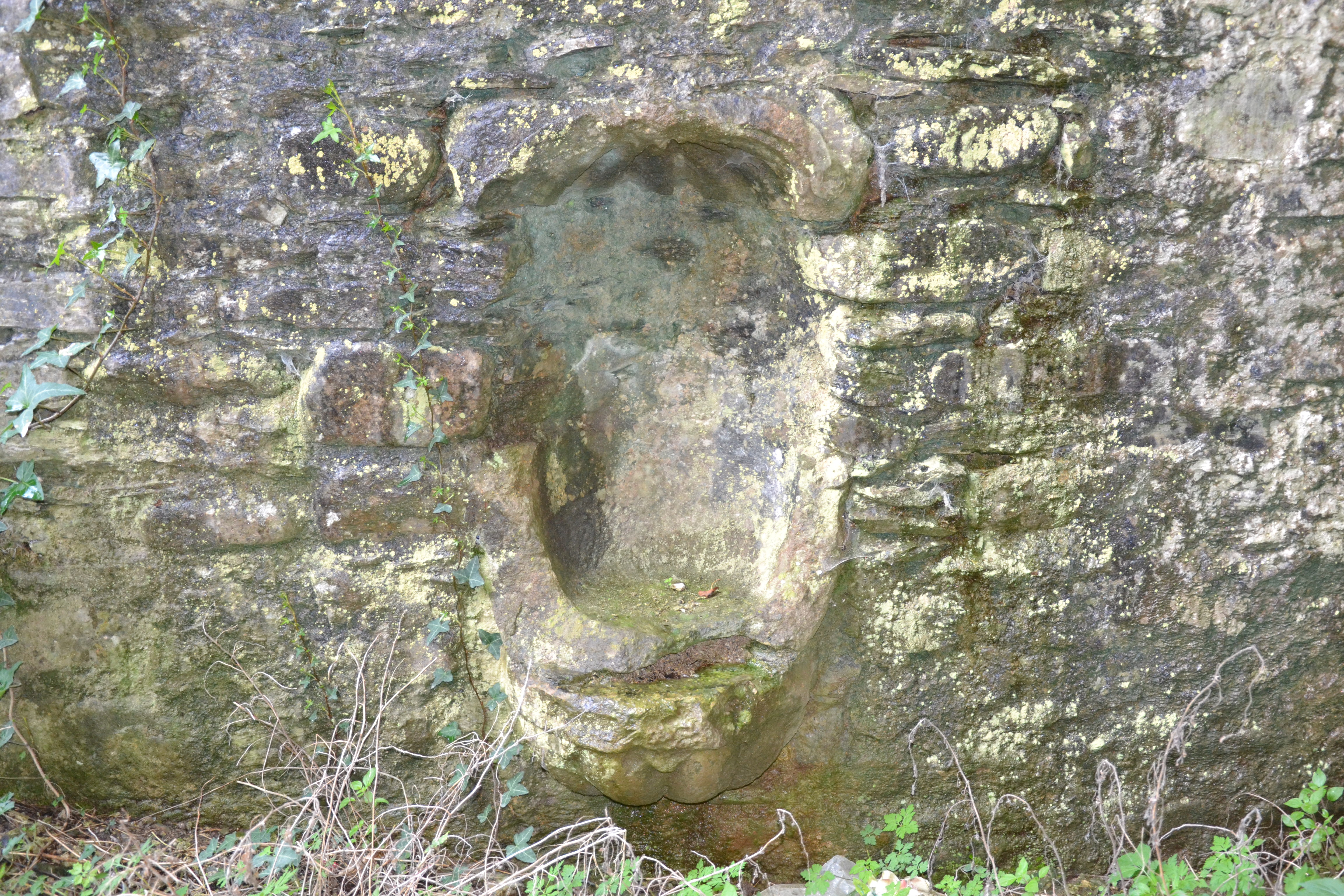
Bénitier

L’église est un édifice actuellement en grande partie en ruine. Son origine ne peut être datée de manière certaine, mais elle est antérieure au XIIIe siècle. Jusqu’au milieu du XVIIe siècle, elle a servi d’église paroissiale aux deux communautés de La Tourette et de Miraval-Cabardès. Elle jouxte le cimetière de ces deux villages. 
Les vestiges de cet édifice religieux demeurent imposants.
Bien que privé de sa partie supérieure, un clocher quadrangulaire domine l’ensemble. Sa face nord donnant vers le cimetière comporte trois fenêtres allongées de style roman situées à différentes hauteurs. La face ouest donnant vers la partie sans tombes du cimetière est dotée d’un porche de style roman ayant bénéficié d’une restauration. Un autre grand porche ogival donne dans la nef.
Sur l’un des piliers vers la nef, on peut observe deux sculptures : l’une représente une tête de vieillard barbu les bras croisés, l’autre une tête d’enfant.
A l’intérieur de l’édifice, subsistent la sacristie et trois chapelles voûtées éclairées par des fenêtres. La plus grande pourrait être la chapelle Notre Dame mentionnée dans plusieurs documents. Ces chapelles sont situées contre la façade longeant le ruisseau descendant de La Tourette. 
L'entrée de l'église, également voûtée, ressemble dans son état actuel à une chapelle. Dans cette entrée, se trouve un  bénitier placé dans une niche incrustée dans le mur. La partie supérieure de la niche présente un motif de sept lamelles en éventail ; la cuvette du bénitier repose sur une sorte de rosace en relief côtelé. 
Les vestiges de la nef, du chœur et de l’abside sont par contre très réduits.
On notera aussi l’imposante façade côté cimetière soutenue par deux puissants contreforts.

## Localisation
L’édifice est situé à l’intersection de la route D101 reliant Mas-Cabardès à Miraval et de la D9 permettant d’accéder à La Tourette, à  équidistance de ces 3 villages.

## Historique[1]
L’église Saint-Pierre-de-Vals est mentionnée dans une enquête de 1269 ordonnée par l’évêque Bertrand de Capendu. Mais elle fut construite vraisemblablement à une date bien antérieure. 
En 1296, l’église est érigée en collégiale par l’évêque Pierre de la Chapelle Taillefer. 
Les fonctions religieuses sont alors assurées par quatre chanoines  se partageant les revenus de la paroisse, d’où leur qualification de « bénéficiers ». Leur nombre est réduit à trois en 1338 :  un pour le service de La Tourette, un pour celui de Miraval, et un troisième pour le service de la « montagne » de Miraval, correspondant aujourd’hui à une partie à la commune des Martys. 
En 1440, il est fait mention de Saint-Pierre-de-Vals dans les 115 paroisses du diocèse de Carcassonne.
À partir de 1502, le service des trois bénéficiers est assuré à leur place par des vicaires : pour La Tourette le vicaire porte le nom de prévost, pour Miraval de sacristain et pour la montagne de Miraval de chanoine. 
L’église a fait l’objet de plusieurs visites épiscopales enregistrées dans les archives paroissiales au XVIe siècle et au XVIIe siècle. 
Au XVIIe siècle l’histoire du lieu est marquée par les nombreux conflits opposant les communautés de La Tourette et Miraval aux bénéficiers. Ces derniers prélèvent la dîme, mais sont souvent absents, négligent le service des cultes, la distribution des aumônes aux pauvres et les réparations de l’église. Entre 1644 et 1686, les consuls des communautés de La Tourette et de Miraval ont intenté plusieurs procès contre les bénéficiers. Les sommations du Sénéchal et de l’évêque de Carcassonne sont restées sans effet. L’église se dégrada progressivement si bien qu’à la suite de la visite épiscopale du 10 juin 1689 l’église fut  interdite au culte. Dès lors les fidèles durent aller soit à Notre Dame de la Lauze à Miraval, soit à l’église Sainte-Anne à La Tourette.
À partir du XVIIIe siècle l’édifice a été progressivement réduit à l’état de ruine et envahi par la végétation. Des restaurations partielles réalisées dans la deuxième moitié du XXe siècle l’ont toutefois provisoirement sauvé d’une démolition totale.